# 讚岐兒童之國
34°12′43.3″N 134°01′00.8″E / 34.212028°N 134.016889°E
讚岐兒童之國是位於日本香川縣高松市的大型兒童館，與高松機場跑道南側相鄰，占地24公頃，於1995年啟用；園區內設施包括：兒童館、宇宙劇場、科學工房、美術工房、音樂工房、電腦工房。在戶外區還有兒童小汽車跑道，及展示日本自製的YS-11螺旋槳民航機及高松琴平電氣鐵道60形電車。

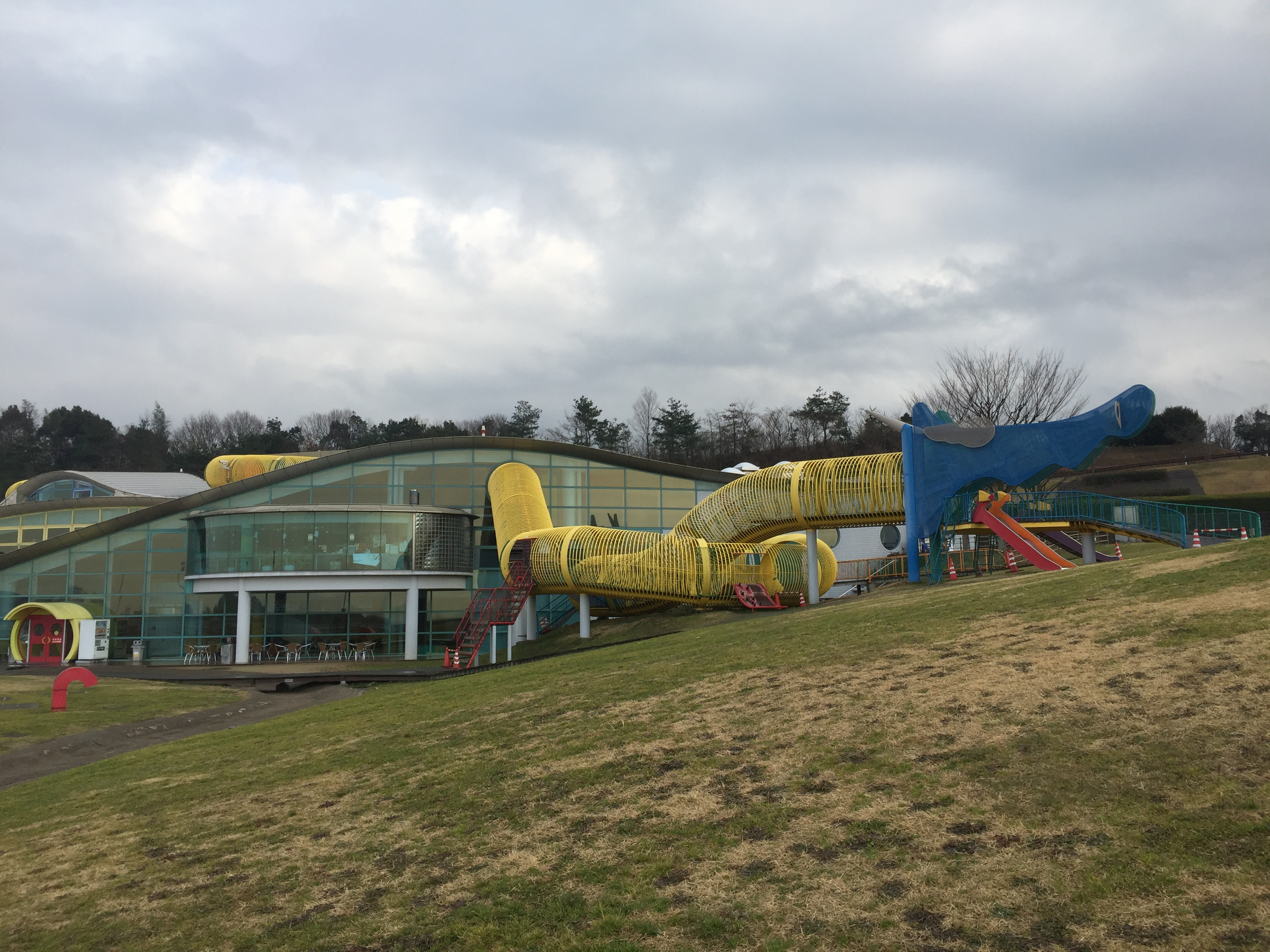
讚岐兒童之國わくわく兒童館
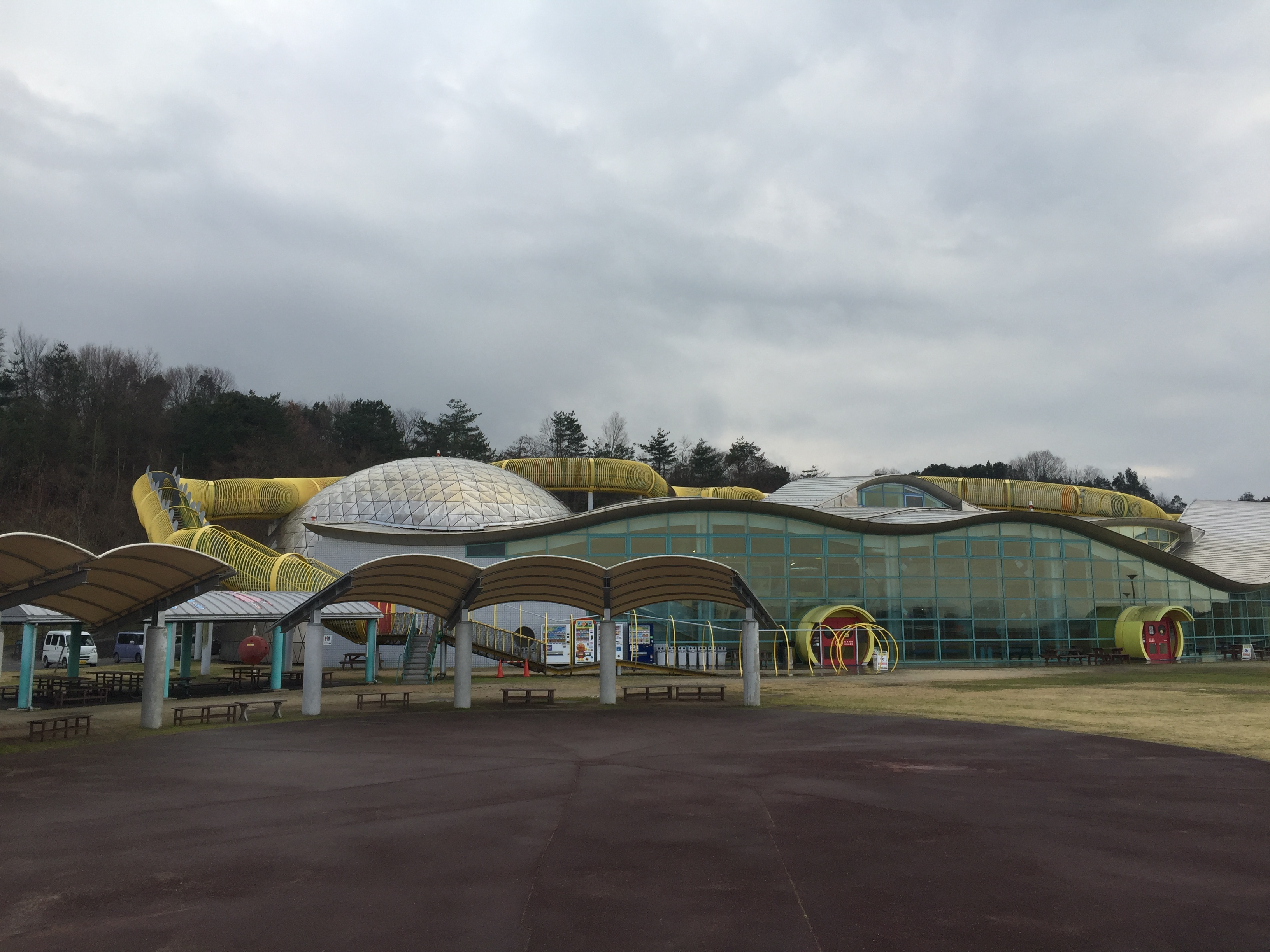
讚岐兒童之國わくわく兒童館
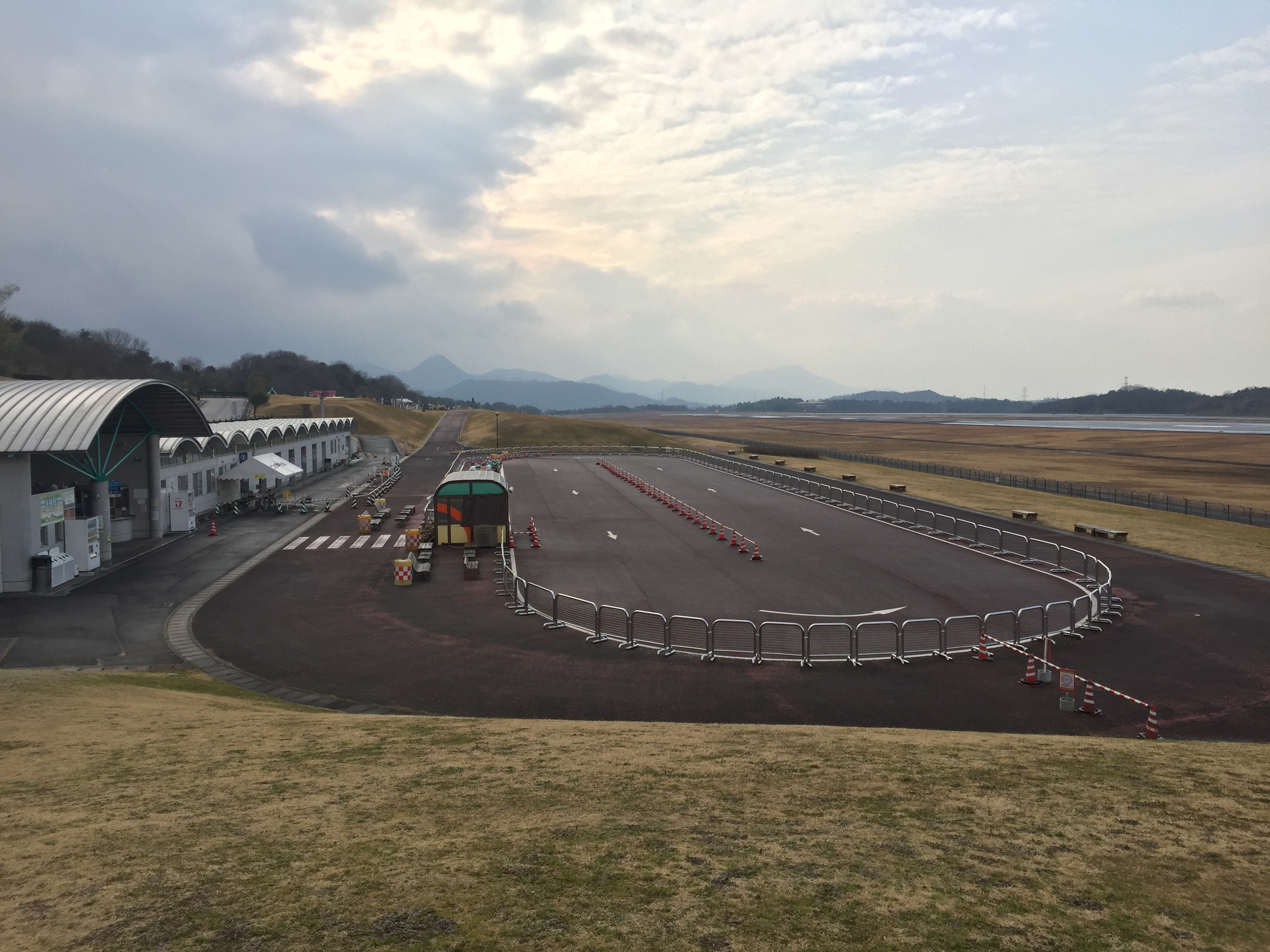
兒童小汽車跑道
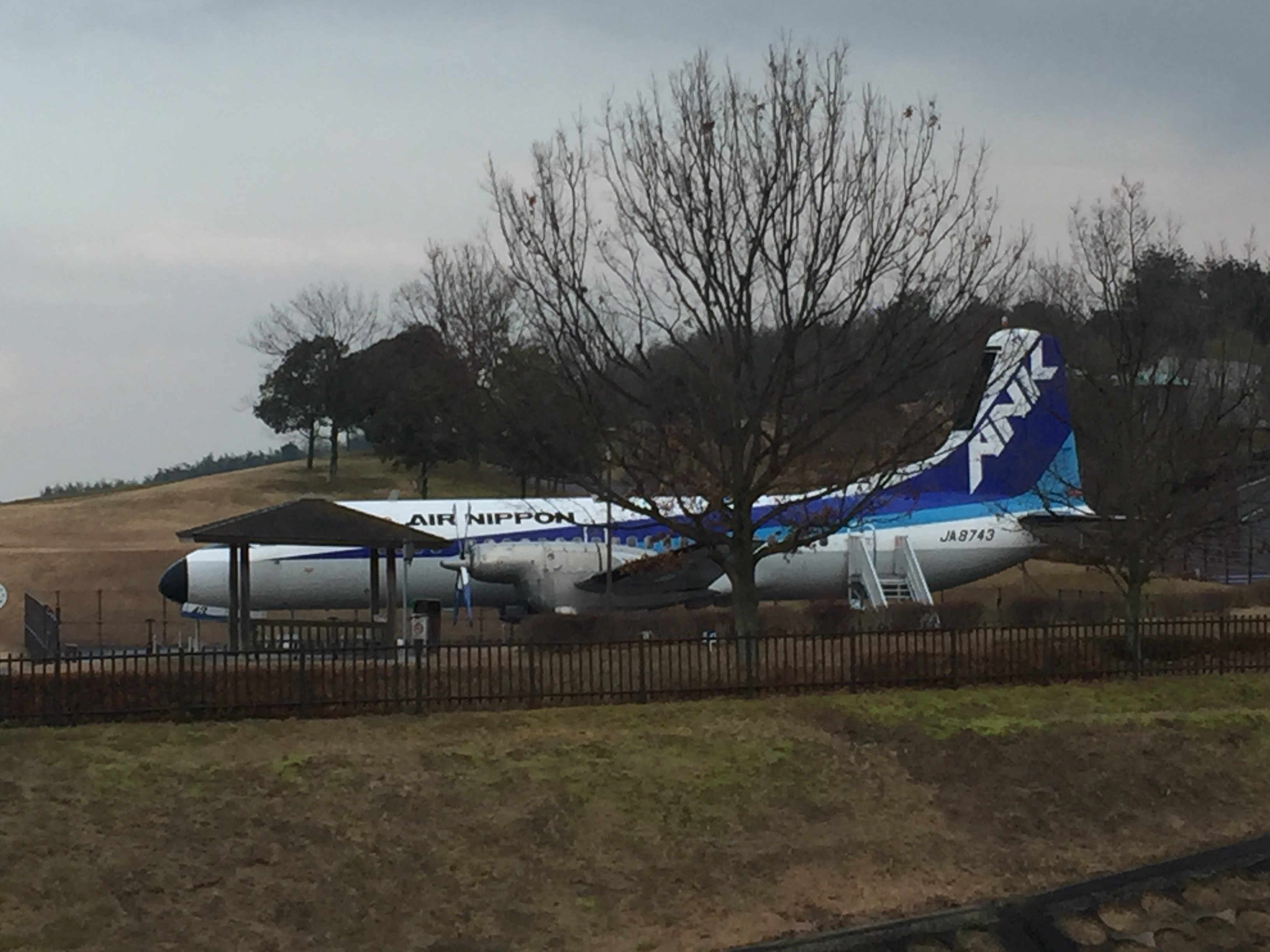
戶外展示的YS-11
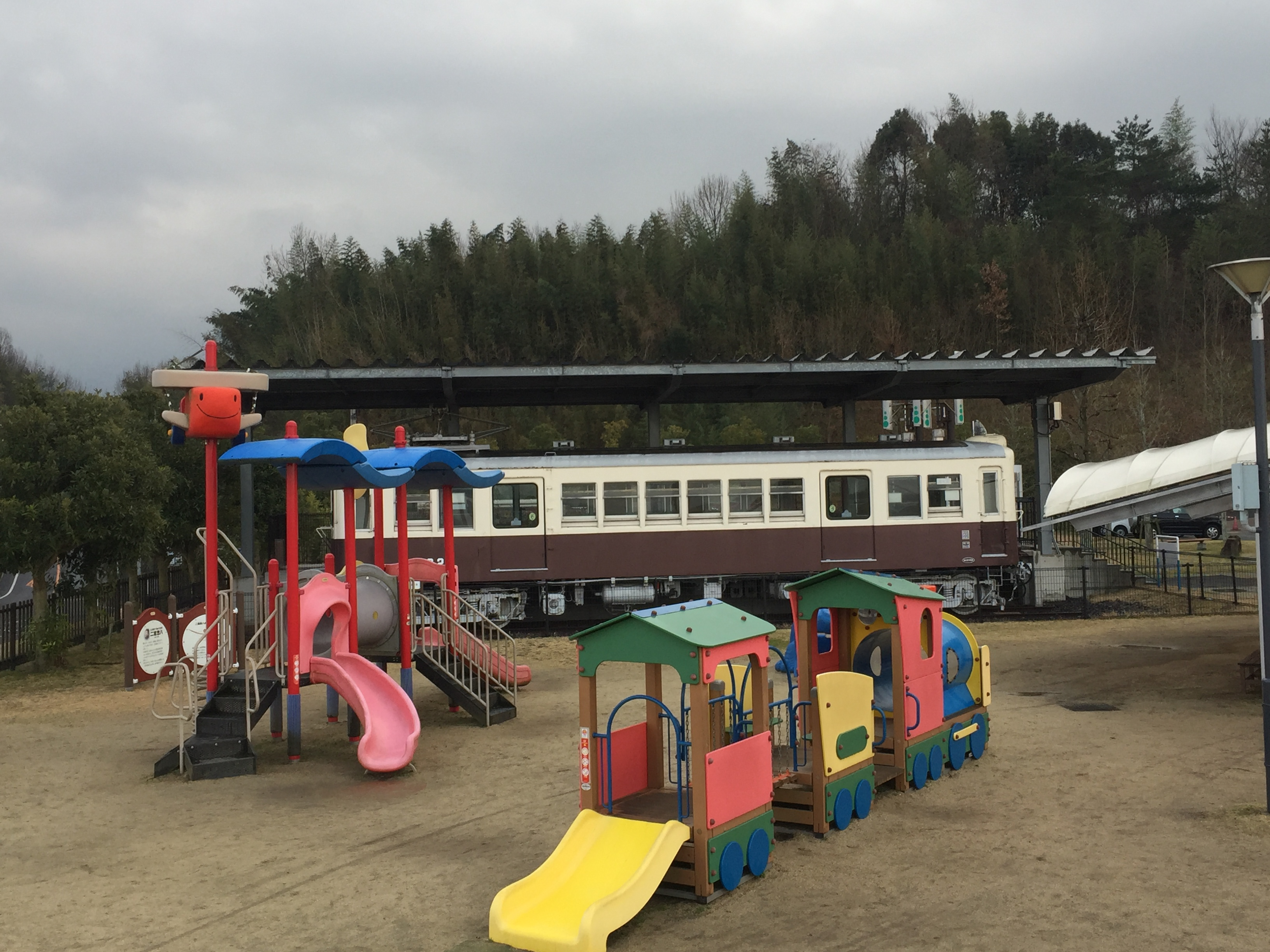
戶外展示的高松琴平電氣鐵道60形電車

## 外部連結
- （日語） 讚岐兒童之國官方網頁（页面存档备份，存于）
- （日語） 讚岐兒童之國的Facebook專頁